# I Goti
I Goti è un'opera in quattro atti di Stefano Gobatti su libretto di Stefano Interdonato. La prima rappresentazione ebbe luogo il 30 novembre 1873 al Teatro Comunale di Bologna e fu un enorme successo.
Il grande successo ottenuto dai Goti alla première bolognese fu dovuto più alle lotte musicali di campanile tra la modernista Bologna e la tradizionalista Milano che alle qualità musicali. Julian Budden, nel suo lavoro dedicato a Giuseppe Verdi, cita quest'opera, che al suo apparire venne definita come «musica dell'avvenire», ma la descrive come un lavoro antiquato, con «ritmo rigido e goffo e armonie pesanti». Negli anni successivi l'opera ebbe alcune rappresentazioni in Italia (nel 1874 il 4 febbraio al Teatro Regio di Parma con Leone Giraldoni ed il 7 marzo al Teatro Regio di Torino diretta da Carlo Pedrotti; l'ultima fu nel 1899 al Teatro Vittorio Emanuele II di Messina), poi scomparve dalle scene.

## Cast della première
| Personaggio | Interprete (Direttore: Agostino Mercuri) |
| ----------- | ---------------------------------------- |
| Amalasunta  | Leonia Levielli Coloni                   |
| Teodato     | Silvio Rossi Rumiati                     |
| Sveno       | Luigi Bolis                              |
| Lausco      | Numa Giommi                              |
| Svarano     | Roberto Dazzi                            |
| Gualtiero   | Laura Simoncelli                         |

## Trama
La scena è nei primi tre atti in Pavia. Nel quarto atto sul lago Trasimeno.
Epoca l'anno 534.
Atalarico, sotto la reggenza della madre Amalasunta, è il re dei Goti che dominano l'Italia. Atalarico viene ucciso da Lausco a seguito di una congiura ordita da Teodato, suo nemico che ambisce a diventare re. Il trono dovrebbe passare ad Amalasunta, che ama Sveno, giovane romano che ha salvato dalla prigionia. Amalasunta però si lascia convincere a sposare Teodato, poiché quest'ultimo minaccia di accusare Sveno dell'omicidio di Atalarico e farlo uccidere. Teodato riesce così a diventare re. Sveno, furioso, lo accusa di avere organizzato l'assassinio di Atalarico. Amalasunta cerca di difendere Sveno dalle minacce di Teodato e quest'ultimo ne approfitta per fare imprigionare entrambi e divenire unico detentore del potere.
Amalasunta, incarcerata un castello nei pressi del lago Trasimeno, cade in preda alla follia. Irrompe Sveno, fuggito, che intende liberarla, ma ella nemmeno lo riconosce. Subito dopo giungono i Goti guidati da Teodato, che uccide Sveno. Amalasunta, ritrovata la ragione, afferra il pugnale di Teodato e si toglie la vita, dopo avergli predetto che anche lui presto morrà.

## Struttura dell'opera
- Preludio

### Atto I
- Preludio, Congiura ed Aria. Aborrito disprezzato (Teodato)
- Racconto. Della notte nel silenzio (Sveno)
- Duetto. Tu romano, tu figlio d'Italia (Sveno, Teodato)

### Atto II
- Scena e Coro di Donne. Un giorno in quest'ora
- Aria. Eppure un dì di rosee sembianze (Amalasunta)
- Duetto. In queste sale splendide (Amalasunta, Gualtiero)
- Dialogo ed Aria. La gente romana prostrata ed inulta (Lausco)
- Terzetto. Una nemica parricida mano (Amalasunta, Lausco, Svarano)
- Duetto. Io asciutto ho il ciglio (Amalasunta, Sveno)
- Marcia funebre con Coro
- Gran Scena. Mai non piange una regina (Sveno)

### Atto III
- Aria. Nel cupo orror di notte bruna (Teodato)
- Terzetto. Congiura Ed Invocazione (Teodato, Lausco, Svarano)
- Dialogo e Romanza. Della sua fede immemore (Sveno)
- Gran Marcia Trionfale
- Acclamazione e Coro
- Brindisi. Or tutti ascoltatemi (Sveno)
- Gran Scena dell'accusa e Finale III

### Atto IV
- Preludio, Coro e Scena del Delirio
- Preghiera. O Signor che col sangue hai redento (Amalasunta)
- Scena, Recitativo e Duetto. Vieni, ci culli il mar! (Amalasunta, Sveno)
- Scena Drammatica e Battaglia
- Gran Scena Finale e Predizione